# Liste der Kulturdenkmäler in Niesig (Fulda)
Die folgende Liste enthält die in der Denkmaltopographie ausgewiesenen Kulturdenkmäler auf dem Gebiet des Ortsteils Niesig der  Stadt Fulda, Landkreis Fulda, Hessen.
Hinweis: Die Reihenfolge der Denkmäler in dieser Liste orientiert sich an der Anschrift, alternativ ist sie auch nach der Bezeichnung oder der Bauzeit sortierbar.
Kulturdenkmäler werden fortlaufend im Denkmalverzeichnis des Landes Hessen durch das Landesamt für Denkmalpflege Hessen auf Basis des Hessischen Denkmalschutzgesetzes (HDSchG) geführt. Die Schutzwürdigkeit eines Kulturdenkmals hängt nicht von der Eintragung in das Denkmalverzeichnis des Landes Hessen oder der Veröffentlichung in der Denkmaltopographie ab.

## Niesig
| Bild            | Bezeichnung | Lage                                              | Beschreibung | Bauzeit            | Objekt-Nr. |
| --------------- | ----------- | ------------------------------------------------- | ------------ | ------------------ | ---------- |
| Bild gesucht BW | St. Ottilia | An St. Ottilien LageFlur: 5, Flurstück: 21/1      |              | spätes Mittelalter |            |
| Bild gesucht BW | Bildstock   | Gerloser Weg LageFlur: 4, Flurstück: 88/1         |              | um 1850            |            |
| Bild gesucht BW | Bildstock   | Niesiger Straße 160a LageFlur: 4, Flurstück: 44/9 |              | 1832               |            |
| Bild gesucht BW | Bildstock   | Reichenberger Straße LageFlur: 1, Flurstück: 2/1  |              | 1706               |            |